# John Sudbury

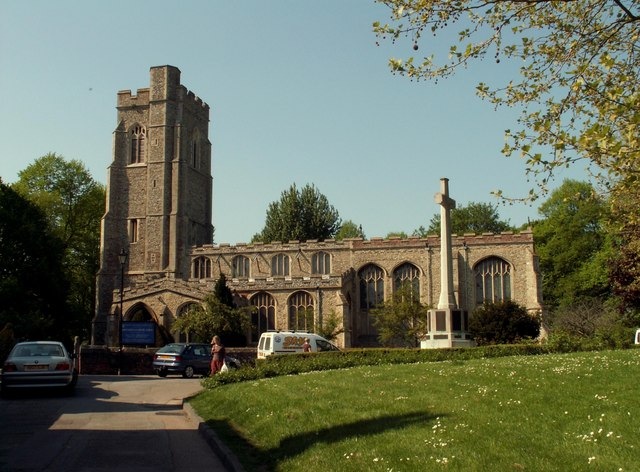
Die von Sudbury gestiftete Kirche St. Gregory’s in Suffolk

John Sudbury (* vor 1316; † zwischen 1375 und 1382) war ein englischer Politiker.

## Leben
Sudbury war der älteste Sohn von Nigel Thebaud und dessen Frau Elizabeth. Sein Vater war ein reicher Kaufmann, der mit Woll- und Pelzbekleidung handelte und dazu ein Lehen von Elizabeth de Clare hielt. John und sein jüngerer Bruder Simon Sudbury wurden nach der Stadt Sudbury in Suffolk benannt, wo ihr Vater ein Haus besaß. Simon schlug eine geistliche Laufbahn ein und stieg bis zum Erzbischof von Canterbury und zum Lordkanzler von England auf.
John Sudbury wurde der Erbe seines Vaters. Als reicher Grundbesitzer wurde er Friedensrichter in Essex und Suffolk. 1360 und 1362 wurde er als Knight of the Shire für Essex in das Parlament gewählt. Zusammen mit seinem Bruder Simon stiftete er 1375 den Neubau der Kollegiatkirche St Gregory’s in Sudbury. Dazu gründeten sie an der Stelle des Hauses ihres Vaters ein Priesterseminar. Er starb einige Zeit vor 1382. Sein Sohn war möglicherweise der Parlamentsabgeordnete John Sudbury († 1425), der 1406 die City of London im Parlament vertrat.